# Sergio Barros
| 2741 Valdivia     | 1º dicembre 1975 |
| 2757 Crisser      | 11 novembre 1977 |
| 2858 Carlosporter | 1º dicembre 1975 |
| 6217 Kodai        | 1º dicembre 1975 |

Sergio Barros (...) è un astronomo cileno.
Il Minor Planet Center gli accredita le scoperte di sette asteroidi, effettuate tra il 1975 e il 1977 all'Università del Cile, quasi tutte in collaborazione con Carlos Torres.
Si è autodedicato, assieme alla moglie Cristina, l'asteroide 2757 Crisser.